# 绥越县
绥越县，中国古县名。
南朝陈置，治所在今广西壮族自治区富川瑶族自治县南。属绥越郡。隋朝时，属贺州，大业初年废入富川县。唐朝武德四年（621年）复置。贞观八年（634年）改隶梧州，十二年又废。